# Mawlynnong
Mawlynnong là một ngôi làng ở huyện East Khasi Hills của bang Meghalaya, Ấn Độ. Nó nổi tiếng vì sạch sẽ và những lôi cuốn thiên nhiên. Mawlynnong đã được giải thưởng "làng sạch nhất ở châu Á" năm 2003 của Tạp chí Discover India (Khám phá Ấn Độ) 

## Địa lý
Mawlynnong nằm dọc theo biên giới Ấn Độ- Bangladesh, cách Shillong 90 km.